# Mr. Sunshine (serie de televisión de 2018)
Mr. Sunshine (en coreano: 미스터 션샤인, lit. 'Miseuteo Sheonshain') es una serie de televisión surcoreana de 2018, escrita por Kim Eun-sook y dirigida por Lee Eung-bok, protagonizada por Lee Byung-hun, Kim Tae-ri, Yoo Yeon-seok, Kim Min-jung y Byun Yo-han. La serie está ambientada en Hanseong (el antiguo nombre de Seúl) a principios de 1900, y se centra en los activistas que luchan por la independencia de Corea. La serie se transmite todos los sábados y domingos por tvN a partir del 7 de julio de 2018. Se estrenó internacionalmente en Netflix.

## Trama
Mr. Sunshine se centra en Eugene Choi, un joven nacido como Choi Yoo-jin en la familia de un sirviente doméstico, que viajó de niño a los Estados Unidos durante la Expedición de Estados Unidos a Corea (para los coreanos Shinmiyangyo en coreano: 신미양요) de 1871. Regresa a su tierra natal más tarde como oficial del Cuerpo de Marines de los Estados Unidos. Él conoce y se enamora de Ae-shin, la hija de un aristócrata. Al mismo tiempo, ante la crisis del reino de Joseon, se desarrollan los planes enfrentados de Japón, Rusia y Estados Unidos para colonizar Corea.

## Elenco

### Protagonistas
- Lee Byung-heon como Choi Yoo-jin / Eugene Choi.[6][7]
  - Kim Kang-hoon como Yoo-jin (niño).[8]
  - Jeon Jin-seo como Yoo-jin (adolescente).[9]
- Kim Tae-ri como Ko Ae-shin.[10]
  - Huh Jung-eun como Ae-shin (niña).[11]
- Yoo Yeon-seok como Koo Dong-mae.[12]
  - Choi Min-young como Dong-mae (niño).
- Kim Min-jung como Kudo Hina / Lee Yang-hwa.[13]
- Byun Yo-han como Kim Hee-sung.[14]

### Personajes secundarios
- Choi Moo-sung como Jang Seung-koo.[15]
  - Sung Yu-bin como Seung-koo (de joven).
- Kim Eui-sung como Lee Wan-ik
- Jang Dong-yoon como Joon Young.
- Kim Yong-ji como Hotaru.
- Choi Jin-ho como Lee Se-hoon.
- Kim Kap-soo como Hwang Eun-san.
- Lee Seung-joon como Rey Gojong.[16]
  - Kang Yi-seok como Rey Gojong (de joven)
- Kim Byung-chul como Il Shik.
- Im Chul-soo como Jeon Seung-jae.
- Jo Woo-jin como Im Jung-soo.
- Shin Jung-geun como Haeng Rang.[17]
- Jung Hee-tae como el jefe de policía Jung.[18]
- Kim Nam-hee como el capitán Takeshi Mori.[19]

### Otros personajes
- Yoon Ji-on como un estudiante militar.
- Lee Hak-joo como el joven padre de Kim Hee-sung.
- Lee Joo-bin como Gye-hyang, la concubina del ministro Lee.
- Yoon Kyung-ho como el padre de Seung-goo.[20]

### Apariciones especiales
- Park Jung-min como Ahn Chang-ho.
- Kim Min-jae como Do-mi (de adulto).